# 寻乌水
寻乌水是中国南方的一条河流，为珠江主要支流——东江的上游之一。
发源于江西省寻乌县大竹岭桠髻钵，向南流经江西安远县和定南县，于广东省龙川县合河坝与定南水汇合后称东江。全长520公里，流域面积2.7万平方公里，总落差440米。